# Tiha voda
Tiha voda je sedmi studijski album mariborske novovalovske skupine Lačni Franz, izdan pri založbi Helidon leta 1989. Leta 2001 je izšel ponatis na CD-ju.

## Seznam pesmi
Vse pesmi je napisal Zoran Predin.
| Stran A | Stran A                    | Stran A           | Stran A |
| Št.     | Naslov                     | Glasba            | Dolžina |
| ------- | -------------------------- | ----------------- | ------- |
| 1.      | „Tiha voda (Vzami si čas)‟ | Milan Prislan     | 6:05    |
| 2.      | „Tam bi rad bil pokopan‟   | Predin            | 4:06    |
| 3.      | „Varovalke padajo‟         | Prislan           | 3:53    |
| 4.      | „Franja‟                   | Zoran Stjepanovič | 4:00    |

| Stran B | Stran B                  | Stran B     | Stran B |
| Št.     | Naslov                   | Glasba      | Dolžina |
| ------- | ------------------------ | ----------- | ------- |
| 5.      | „Gremo v nebesa‟         | Stjepanovič | 7:03    |
| 6.      | „Srečno, Kekec‟          | Predin      | 4:09    |
| 7.      | „Mirno morje, Mikimaus!‟ | Prislan     | 4:16    |
| 8.      | „Vojna tajna‟            | Prislan     | 5:06    |

## Zasedba
| Lačni Franz - Zoran Predin — vokal - Mirko Kosi — klaviature - Milan Prislan — električna kitara - Andrej Pintarič — bobni - Zoran Stjepanovič — bas kitara - Nino Mureškič — kongi | Ostali - Vlado Kreslin — ustna harmonika - Jurij Toni — snemanje, produkcija - Boris Bele — glasbeni urednik - Vojko Pogačar — oblikovanje, ilustracije |